# نزهت‌المجالس
نُزهَةالمجالس، کتابی است حاوی مجموعه‌ای از بیش از چهارهزار رباعی سرودهٔ حدود سیصد شاعر ایرانی از سده‌های پنجم تا هفتم هجری، که به دست جمال‌الدین خلیل شروانی در میانهٔ سدهٔ هفتم هجری، بین سال‌های ۶۴۸ تا ۶۵۹ گردآوری شده‌است. کتاب در هفده فصل (باب) تنظیم یافته و به ۹۶ بخش (نمط) تقسیم شده‌است. آنچنان که از قصیدهٔ جمال‌الدین در انتهای کتاب آشکار است، او نزهةالمجالس را به نام شَروانشاه علاءالدین فریبرز (۶۲۲–۶۴۹ ه‍. ق) تألیف کرده و به او تقدیم نموده‌است.

## معرفی نزهةالمجالس
یگانه نسخهٔ شناخته‌شده از نزهةالمجالس که در شوال ۷۳۱ ه‍.ق کتابت شده، در کتابخانهٔ سلیمانیه در استانبول جزءِ مجموعهٔ ولی‌الدین جارالله نگهداری می‌شود. نخستین معرفی از این کتاب را هلموت ریتر در سال ۱۹۳۳ منتشر کرد. به دنبال او کریستین رمپیس رباعی‌های خیام را از نزهةالمجالس استخراج کرد و در کتاب خود به نام «خیام و رباعی‌های او» (توبینگن، ۱۹۳۵) آورد. استفادهٔ مشابهی از نزهةالمجالس را بعدها فریتز مایر در مورد رباعی‌های مهستی گنجه‌ای در تألیف اثر خود به نام «مهستی زیبا» (ویسبادن، ۱۹۶۳) به عمل آورد.
در ایران، نخستین بار محمدعلی فروغی عکسی از نسخهٔ نزهةالمجالس را توسط حسین دانش به ایران آورد و در تنظیم رباعیات خیام از آن استفاده کرد (مقدمهٔ فروغی، فروردین ۱۳۲۰). بعد از او، سعید نفیسی در تعلیقات لباب‌الالباب (۱۳۳۵) از آن بهره برده و بعدها در تاریخ نظم و نثر در ایران (۱۳۴۴) آن را معرفی و فهرستی از شاعران گمنام آن را به ترتیب الفبایی آورده‌است. محمدتقی دانش‌پژوه نیز مقاله‌ای در معرفی این کتاب نوشت و فهرست شاعران آن را به ترتیب شهرهای زادگاه آنها مرتب کرد.
متن تصحیح‌شدهٔ نزهةالمجالس توسط محمدامین ریاحی در سال ۱۳۶۶ همراه با مقدمهٔ مصحح، فهرست و شرح حال گویندگان، و فهرست‌های گوناگون منتشر شد، و چاپ دوم آن در سال ۱۳۷۵ با تهذیب و تکمیل بخش گویندگان نزهةالمجالس که خود تذکرهٔ مستقلی از شاعران ناشناختهٔ ادوار کهن شعر فارسی است انتشار یافت.

## ویژگی‌های نزهةالمجالس
نزهةالمجالس محصول دورانی است که رباعی بیش از دیگر قالب‌های شعری، پسند خاطر همگان بوده در واقع رباعی اصیل ترین نوع شعر ایرانی و تابناک ترین تجلی روح و فرهنگ ایرانی و اندیشه های ناب ایرانی به بیان ساده و دلنشین در برمی گیرد. رباعی شعر زنده و جوشان مردم عامه ایران بود که همراه نی و چنگ خوانده می شد. و اوج آنها مربوط به خیام است، رباعی کهن ترین قالب شعر فارسی است ایرانیان رباعی را بیت می نامیدند و بیت خوانی به معنی شعر خواندن بود که هم اکنون در لهجه های سیستان و کردستان هم به شعر بیت گفته می شود. 
در واقع رباعی از چهار مصراع ساخته شده که یه مصراع اول زمینه را برای ظهور مصرع چهارم آماده می کند و مصراع چهارم جان سخن و روح شعر است. 
عصر شروانشاهان قرن 6 و 7 در عصر سلجوقیان و خوارزمشاهیان رباعی بیشتر نیازهای ادبی جامعه را فراهم می ساخت به طوری که در شعر شاعران آنها زمان هم چنین در کاشی کاری های بازمانده در موزه ها بعنوان مثال در تخت سلیمان و حتی در نامه شاهان نیز رباعیات قابل رویت می باشد. 
بخش مهمی از دیوان‌های شاعران بزرگی چون انوری، عطار، سنایی، خاقانی، مولوی و کمال‌الدین اسماعیل به رباعیات اختصاص می‌یافت. صد سالی پیش از تألیف نزهةالمجالس، برگزیدهٔ دیگری به نام مجمع‌الرباعیات در آنکارا به دست ابوحنیفه عبدالکریم بن ابوبکر تألیف یافته بوده که تنها چند ورق از آن باقی مانده‌است. یک قرن بعد از نزهةالمجالس نیز در مونس‌الاحرار (تألیف‌شده در ۷۴۱) فصل ۲۸ آن به رباعیات اختصاص یافته‌است. همچنین در جُنگ نویافته‌ای (از سال ۷۲۱ هجری) که سفینهٔ تبریز نام داده شده، حاوی برگزیده‌ای از نزهةالمجالس است که گردآورنده آن را خلاصةالاشعار فی‌الرباعیات نام نهاده‌است.
نزهةالمجالس منبع باارزشی است برای شناسایی گویندگان بسیاری از رباعی‌هایی که به اشتباه به شاعران مشهور نسبت داده شده، یا رباعی‌های مشهوری که گویندهٔ آنها شناخته شده نبوده‌است.
رباعی سینه به سینه منتقل می شد و غالبا نام گوینده را هم با خود نداشت. به همین شکل ترانه های خوب مورد ستایش مردم و صاحب دلان بودند و هر کس رباعی می سرود آنها را به شاعر مورد علاقه خود نسبت می داد اینجاست که 1800 بیت شعر به ابوسعیدابوالخیر نسبت داده شده است و یا خیام که طبق یافته ها ابیات او 100 بیت بوده است 1500 بیت شعر به او نسبت داده شده است. 
برای نمونه، پس از چاپ نزهةالمجالس مشخص شد که هشتاد رباعی از رباعی‌هایی که در کلیات شمس به نام مولوی آمده بود، و نیز ۹ رباعی مشهور که در نسخه‌های کهنهٔ دیوان حافظ آمده بود، متعلق به شاعران دیگر بوده‌است.
دیگر از وجوه اهمیت نزهةالمجالس این است که دربردارندهٔ رباعی‌هایی از شاعرانی است که دیوان آنها در دست نیست. مثلاً حدود ۳۰ رباعی از خیام، و ۶۰ رباعی از مهستی گنجه‌ای که در این کتاب موجود است، کهن‌ترین و موثق‌ترین مجموعهٔ موجود از اشعار آنهاست. نزهةالمجالس همچنین دربردارندهٔ رباعی‌هایی از عالمان و عارفانی چون ابن سینا، احمد غزالی، مجدالدین بغدادی و احمد جام است که هرگز به شاعری شناخته نبوده‌اند، یا شاعرانی و نویسندگانی چون نظامی گنجوی، اسدی طوسی، فخرالدین اسعد گرگانی و عنصرالمعالی کیکاوس، که بیرون از آثار عمده‌ای که تألیف کرده‌اند به‌ندرت در جایی شعری به آنها نسبت داده شده‌است، و بالاخره فرمانروایان و دولت‌مردانی چون سلطان طغرل سلجوقی، آتسز خوارزمشاه، شروانشاه فریبرز، شمس‌الدین محمد جوینی، ملک زوزن، سلیمانشاه ایوایی، امیر کامیار، و علاءالدین کبودجامه.
اما مهم‌ترین ویژگی نزهةالمجالس تا آنجا که به تاریخ ادبیات ایران مربوط می‌شود، ضبط و حفظ آثاری از حدود ۱۱۵ شاعر از شمال‌غرب ایران، از ارّان، شَروان و آذربایجان است که دیوان‌های آنها از بین رفته‌است. از این رو، نزهةالمجالس آیینه‌ای از محیط ذوقی و ادبی و فرهنگی آن نواحی در قرن هفتم، و نموداری از حوزهٔ گستردهٔ زبان فارسی و فرهنگ ایرانی است. کاربرد فراوان تعبیرهای گفتاری در رباعی‌های نزهةالمجالس، موجب شده که تأثیر زبان پهلوی شمال‌غربی که زبان گفتاری مردم بوده‌است به‌روشنی قابل مشاهده باشد.
برخلاف شاعران اهل دیگر مناطق ایران در آن دوران که غالباً از طبقات بالای جامعه چون ادیبان، دیوانیان و دبیران بودند، در نواحی شمال غرب ایران بسیاری از شاعران از مردم عادی و پیشه‌وران و کارگران بودند و نام‌های آنها چون سقّا، عصفوری (گنجشک‌فروش)، سرّاج، جاندار، لحافی و نظایر آن گواه این امر است. این شاعران غالباً تعبیرهای محاوره‌ای را در شعر خود به کار می‌بردند و از این طریق بسیاری از لغات و اصطلاحات فارسی خاص آن سامان را در اشعار خود به یادگار گذاشته‌اند. علاوه بر این، وجود آگاهی‌هایی از آداب و رسوم، زندگی روزمره، پوشاک، بازی‌ها و سرگرمی‌های مردم در آن دوران از جمله فواید جانبی نزهةالمجالس است.

## شاعرانارّان،شَروانوآذربایجاندر نزهةالمجالس
نزدیک به یک سوم شاعران نزهةالمجالس، شاعران منطقه ارّان، شَروان و آذربایجان هستند. مصحح نزهةالمجالس تعداد شعرای ارانی و آذربایجانی این مجموعه را به این شرح آورده‌است: «از گنجه ۲۴ تن، از شروان ۱۸ تن، از هریک از دو شهر تفلیس و بیلقان ۵ تن، از باکو و دربند از هرکدام یک تن، از یازده شهر آذربایجان و زنجان هم نام و شعر شاعرانی به این تعداد آمده‌است: مراغه ۷ تن، تبریز ۵ تن، ابهر ۳ تن، خوی، زنجان و اهر هرکدام یک تن، اردبیل و اشنو و سجاس و خونج و اخلاط و موصل هرکدام یک تن. شعر دو شاعر از گیلان هم (طبعاً به‌سبب نزدیکی به محل تألیف) آمده که قدیمیترین فارسی‌گویان آن دیارند.»
فهرست نام‌های شعرای ارّانی، شَروانی و آذربایجانی در نزهةالمجالس چنین است:
ابوعلا شاپور؛ ابوالفضل تبریزی؛ ابوالقاسم؛ قاضی ابوالمجد؛ اطلسی؛ بختیار شروانی؛ بدر تفلیسی؛ بدرالدین محمود؛ بدیع بیلقانی؛ برهان گنجه‌ای؛ بهاء شروانی؛ پسر خطیب گنجه؛ پسر سله گنجه؛ پسر قاضی دربند؛ تاج خلاطی؛ تاج زنگانی؛ تاج صالح؛ تفلیسی شروانی؛ جلال خواری؛ جلالی؛ جمال خویی؛ جمال خلیل شروانی (مؤلف)؛ جمال حاجی شروانی؛ جمال عصفوری؛ جمال گنجه‌ای؛ جهان گشته؛ حدیثی؛ شیخ حسین سقا؛ حسین هزارمرد؛ حمید تبریزی؛ حمید شروانی؛ حمید گنجه‌ای؛ خاقانی شروانی؛ دختر حکیم گاو؛ دختر خطیب گنجه؛ دختر سالار؛ دختر ستی؛ رشید بیلقانی؛ رشید شروانی؛ رشید گنجه‌ای؛ حسین گنجه‌ای؛ رضیه گنجه‌ای؛ رکن خویی؛ زکی اکاف (پالاندوز)؛ زکی مراغه‌ای؛ سعد صفار؛ سعد گنجه‌ای؛ سعید شروانی؛ سید شیرانی؛ سیف تفلیسی؛ شرف صالح بیلقانی؛ شرف مراغی؛ شروانشاه؛ شمس‌الدین اسعد گنجه‌ای؛ شمس اقطع بیلقانی؛ شمس عمر الیاس گنجه‌ای؛ شمس اهری؛ شمس تبریزی (غیر از شمس تبریزی معروف)؛ شهاب کاغذی؛ شهاب گنجه‌ای؛ صاین مراغی؛ صدر زنگانی؛ صفی بیلقانی؛ صفی شروانی؛ ظهیر خونجی؛ ظهرالدین مراغه‌ای؛ عبدالعزیز گنجه‌ای؛ عثمان مراغه‌ای؛ عز ابوالبقا؛ عز شروانی؛ عزیز شروانی؛ عزیز کمال؛ عماد شروانی؛ عیانی گنجه‌ای؛ فخرالدین ابوبکر ابهری؛ فخر گنجه‌ای؛ فخر مراغه‌ای؛ فخر نقاش؛ فلکی شروانی؛ قاضی تفلیس؛ قطب اهری؛ قطب عتیقی تبریزی؛ قوامی گنجه‌ای؛ کمال ابن‌العزیز؛ کمال ابوعمر ابهری؛ کمال تفلیسی؛ لطیف تفلیسی؛ مجیرالدین بیلقانی؛ محمد طبیب اردبیلی؛ مختصر گنجه‌ای؛ مظفر تبریزی؛ مقرب باکویی؛ مهذب‌الدین دبیر شروانی، مهستی گنجه‌ای؛ موفق سراج؛ نجم سیمگر؛ نجم گنجه‌ای؛ نجیب گنجه‌ای؛ نصیر گنجه‌ای؛ نظامی گنجه‌ای؛ نفیس شروانی؛ یحیی تبریزی.

## پانوشت‌ها
1. 1 2 3 4 5 6 7  Mohammad-Amin Riāhi. "NOZHAT AL-MAJĀLES". دانشنامه ایرانیکا. Retrieved July 4, 2010.
2. ↑  نزهةالمجالس، مقدمهٔ مصحح، ص ۶۱–۶۲
3. ↑  دانش‌پژوه، محمدتقی. نزهةالمجالس جمال خلیل شروانی، راهنمای کتاب، سال ۱۵، ش ۷–۸: مهر-آبان ۱۳۵۱، ص ۵۶۹–۵۸۲
4. ↑  نزهةالمجالس، مقدمهٔ مصحح، ص ۶۰–۶۱
5. ↑  میرافضلی، سید علی. مقایسه رباعیات دو مجموعه کهن: نزهة المجالس و خلاصة الاشعار، نشر دانش، سال ۲۰، ش ۴: زمستان ۱۳۸۲، ص ۳۶–۴۲
6. ↑  رباعیات خیام در منابع کهن، سید علی میرافضلی، تهران، مرکز نشر دانشگاهی، ۱۳۸۲
7. ↑  نزهةالمجالس، مقدمهٔ مصحح، ص ۱۴–۱۵